# Sergei Leonidowitsch Roschkow
Sergei Leonidowitsch Roschkow (russisch Сергей Леонидович Рожков, wiss. Transliteration Sergej Leonidovič Rožkov; * 1. April 1972 in Murmansk, Russland) ist ein ehemaliger russischer Biathlet.

## Leben
Sergei Roschkow begann 1986 mit dem Biathlonsport. Mit der russischen Staffel konnte er einige Medaillen bei Weltmeisterschaften gewinnen. Im Einzel gelangen ihm ein vierter Platz 1997 und 2001 bei den Weltmeisterschaften, 2003 in der Verfolgung. Sergei Roschkow erlangte in seiner Karriere vier Weltcupsiege. Der bei Journalisten und Fans sehr beliebte Sportler war ab 2006 Teamsprecher der Russischen Biathlon-Nationalmannschaft.
Nach der für ihn enttäuschend verlaufenen russischen Meisterschaft 2009 gab Roschkow seinen Rücktritt bekannt. Im August 2009 übernahm er den Posten des Managers beim russischen Junioren-Team.
Roschkow ist verheiratet, hat zwei Kinder und wohnt mit seiner Familie in Moskau.

## Erfolge
- Weltmeisterschaften:
  - 1998: 1× Bronze (Mannschaft)
  - 1999: 1× Silber (Staffel)
  - 2000: 1× Gold (Staffel)
  - 2003: 1× Silber (Staffel)
  - 2005: 2× Silber (Staffel, Mixed-Staffel)

- Gesamtweltcup:
  - 1× Platz 5 (2004/05)

- Disziplinen-Weltcup:
  - 1× Sieger im Einzel-Weltcup (2000/01)

- Weltcupsiege:
  - 4 (Stand: 15. Januar 2006)

## Biathlon-Weltcup-Platzierungen
Die Tabelle zeigt alle Platzierungen (je nach Austragungsjahr einschließlich Olympische Spiele und Weltmeisterschaften).
- 1.–3. Platz: Anzahl der Podiumsplatzierungen
- Top 10: Anzahl der Platzierungen unter den ersten zehn (einschließlich Podium)
- Punkteränge: Anzahl der Platzierungen innerhalb der Punkteränge (einschließlich Podium und Top 10)
- Starts: Anzahl gelaufener Rennen in der jeweiligen Disziplin

| Platzierung                      | Einzel | Sprint | Verfolgung | Massenstart | Team | Staffel | Gesamt |
| -------------------------------- | ------ | ------ | ---------- | ----------- | ---- | ------- | ------ |
| 1. Platz                         | 2      | 2      |            |             |      | 7       | 11     |
| 2. Platz                         |        | 1      | 2          | 1           |      | 11      | 15     |
| 3. Platz                         | 4      | 1      | 3          | 4           | 1    | 9       | 22     |
| Top 10                           | 14     | 29     | 28         | 9           | 1    | 41      | 122    |
| Punkteränge                      | 31     | 67     | 60         | 28          | 1    | 42      | 229    |
| Starts                           | 43     | 102    | 69         | 29          | 1    | 42      | 286    |
| Stand: nach der Saison 2008/2009 |        |        |            |             |      |         |        |